# Ipomoea pes-tigridis
Espèce
Ipomoea pes-tigridis est une espèce de plantes dicoylédones de la famille des Convolvulaceae, tribu des  Ipomoeeae, originaire des régions tropicales de l'Ancien Monde (Afrique, Asie, Nouvelle-Guinée). C'est une plante herbacée annuelle aux tiges grêles pouvant atteindre 3 mètres de long, aux feuilles palmatilobées caractéristiques, finement pileuses ou strigueuses, et aux fleurs infundibuliformes blanches, roses ou pourpres.

## Taxinomie

### Synonymes
{Selon  The Plant List (30 octobre 2019) :
- Convolvulus pes-tigridis (L.) Spreng.
- Ipomoea capitellata Choisy
- Ipomoea hepaticifolia L.
- Ipomoea pes-tigridis var. africana Hallier f.

### Liste des variétés
Selon Tropicos (30 octobre 2019) (Attention liste brute contenant possiblement des synonymes) :
- Ipomoea pes-tigridis var. africana Hallier f.
- Ipomoea pes-tigridis var. capitella Clarke
- Ipomoea pes-tigridis var. capitellata C.B. Clarke
- Ipomoea pes-tigridis var. hepaticifolia C.B. Clarke
- Ipomoea pes-tigridis var. indica Hallier f.
- Ipomoea pes-tigridis var. longibracteata Vatke
- Ipomoea pes-tigridis var. pes-tigridis
- Ipomoea pes-tigridis var. strigosa (Hallier) Rendle